# Liste der Komponisten im Evangelischen Gesangbuch
Dies ist eine Liste der Kirchenmusikkomponisten, die im Stammteil des Evangelischen Gesangbuchs bei einem Lied unter Melodie oder Satz aufgeführt sind.

## Mittelalter
- Mönch von Salzburg

## 16. Jahrhundert
- Bourgeois, Loys
- Calvisius, Seth
- Dachstein, Wolfgang
- Davantès, Pierre
- Decius, Nikolaus
- Eccard, Johannes
- Franc, Guillaume
- Gastoldi, Giovanni Giacomo
- Goudimel, Claude
- Greiter, Matthäus
- Herman, Nikolaus
- Hofhaimer, Paul
- Isaac, Heinrich
- Kugelmann, Hans
- Lossius, Lucas
- Luther, Martin
- Müntzer, Thomas
- Nicolai, Philipp
- Regnart, Jakob
- Rumpius, Daniel
- Selnecker, Nikolaus
- Senfl, Ludwig
- Sermisy, Claudin de
- Spangenberg, Cyriakus
- Steurlein, Johann
- Triller, Valentin
- Walter, Johann
- Zwingli, Huldrych

## 17. Jahrhundert
- Ahle, Johann Georg
- Ahle, Johann Rudolf
- Albert, Heinrich
- Briegel, Wolfgang Carl
- Camphuysen, Dirk Raphaelszoon
- Crüger, Johann
- Drese, Adam
- Franck, Melchior
- Franck, Michael
- Gastorius, Severus
- Gesius, Bartholomäus
- Hammerschmidt, Andreas
- Helder, Bartholomäus
- Hintze, Jacob
- Jan, Martin
- Krieger, Adam
- Löhner, Johann
- Löwenstern, Matthäus Apelles von
- Neander, Joachim
- Neumark, Georg
- Österreicher, Georg
- Peter, Christoph
- Praetorius, Michael
- Rinckart, Martin
- Scheidt, Samuel
- Schein, Johann Hermann
- Schop, Johann
- Schütz, Heinrich
- Sohren, Peter
- Stobäus, Johann
- Strattner, Georg Christoph
- Teschner, Melchior
- Ulich, Johann
- Vulpius, Melchior
- Wessnitzer, Wolfgang

## 18. Jahrhundert
- Bach, Johann Sebastian
- Buttstett, Franz Vollrath
- Dretzel, Cornelius Heinrich
- Gregor, Christian
- Händel, Georg Friedrich
- Hiller, Johann Adam
- König, Johann Balthasar
- Reimann, Johann Balthasar
- Schulz, Johann Abraham Peter
- Telemann, Georg Philipp
- Tersteegen, Gerhard
- Witt, Christian Friedrich

## 19. Jahrhundert
- Gruber, Franz Xaver
- Harder, August
- Helmore, Thomas
- Herder, Johann Gottfried
- Koch, Mina
- Monk, William Henry
- Reading, John
- Scholefield, Clement Cotterill
- Schulz, Karl Friedrich
- Silcher, Friedrich
- Wesley, Samuel Sebastian
- Wichern, Johann Hinrich
- Zahn, Johannes

## 20. Jahrhundert
- Abel, Otto
- Anders, Charles Richard
- Arfken, Ernst
- Baltruweit, Fritz
- Bertram, Hans Georg
- Beuerle, Herbert
- Bietz, Hartmut
- Boßler, Kurt
- Cartford, Gerhard M.
- Deiss, Lucien
- Fraysse, Claude
- Fronmüller, Frieda
- Geilsdorf, Paul
- Geraedts, Jaap
- Gottschick, Friedemann
- Gruber, Erich
- Gwinner, Volker
- Häußler, Gerhard
- Hechtenberg, Dieter
- Heurich, Winfried
- Hofmann, Friedrich
- Hovland, Egil
- Huijbers, Bernard Maria
- Janssens, Peter
- Klein, Richard Rudolf
- Köbler, Hanns
- König, Helmut
- Kremer, Gerard
- Kroedel, Rolf
- Kverno, Trond
- Lafferty, Karen
- Lahusen, Christian
- Lörcher, Richard
- Lotz, Hans-Georg
- Lüders, Rüdeger
- Lütge, Karl
- Mauersberger, Rudolf
- Mehrtens, Frits
- Micheelsen, Hans Friedrich
- Mitscha-Eibl, Claudia
- Neubert, Gottfried
- Ochs, Volker
- Oyens, Tera de Marez
- Petzold, Johannes
- Pezold, Gustav
- Potter, Doreen
- Puls, Hans
- Reda, Siegfried
- Reger, Max
- Riethmüller, Otto
- Rohr, Heinrich
- Rommel, Kurt
- Rothenberg, Samuel
- Rothenberg, Theophil
- Ruppel, Paul Ernst
- Ruuth, Anders
- Sambursky, Daniel
- Schlenker, Manfred
- Schneider, Martin Gotthard
- Schulz, Otmar
- Schulz, Walter
- Schwarz, Gerhard
- Schwarz, Joachim
- Schweizer, Rolf
- Siemoneit, Hans Rudolf
- Sutter, Ignace de
- Trautwein, Dieter
- Vaughan Williams, Ralph
- Veigel, Gotthold
- Werner, Fritz
- Widestrand, Olle
- Wiese, Götz
- Zipp, Friedrich
- Zöbeley, Rudolf